# 15 octombrie
ianuarie • februarie • martie  • aprilie  • mai  • iunie  • iulie  • august  • septembrie  • octombrie  • noiembrie  • decembrie
15 octombrie este a 288-a zi a calendarului gregorian și a 289-a zi în anii bisecți. Mai sunt 77 de zile până la sfârșitul anului.

## Evenimente

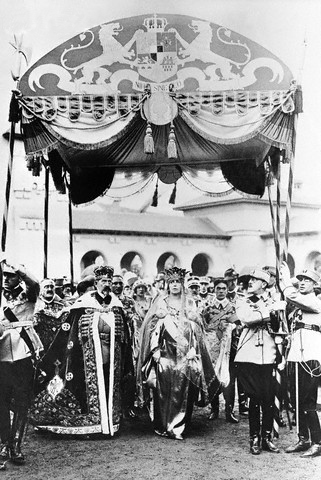
1922: Încoronarea Regelui Ferdinand I al României și a Reginei Maria a României, la Alba Iulia.

- 1451: La Reuseni, Bogdan al II-lea, domn al Moldovei, este ucis de către Petru Aron.
- 1529: Asediul Vienei se încheie când Austria înfrânge forțele invadatoare otomane, punând capăt expansiunii sale europene.
- 1582: Începe adoptarea calendarului gregorian, ducând în cele din urmă la adoptarea aproape universală.
- 1783: Étienne Montgolfier a fost primul om care s-a ridicat de pe Pământ cu un balon cu aer cald, construit de frații Montgolfier.[1]
- 1793: Regina Maria Antoaneta a Franței este judecată și condamnată pentru trădare.[2]
- 1815: Napoleon I al Franței își începe exilul în insula Sfânta Elena din Oceanul Atlantic.[3]
- 1917: Primul Război Mondial: dansatoarea olandeză Mata Hari este executată de Franța pentru spionaj.
- 1922: La Alba Iulia, are loc încoronarea Regelui Ferdinand I al României și a Reginei Maria a României.
- 1944: Partidul Crucilor cu Săgeți a preluat puterea în Ungaria.
- 1963: Konrad Adenauer demisionează din postul de cancelar al Germaniei.
- 1969: 250.000 de oameni protestează la Washington, DC împotriva războiului din Vietnam.
- 1987: Thomas Sankara, președintele din Burkina Faso, este asasinat printr-o lovitură de stat militară. Blaise Compaoré, liderul rebelilor, devine noul șef al statului.
- 1992: Uniunea Generală a Industriașilor din România (UGIR) își reia activitatea; președinte: George Constantin Păunescu.
- 1997: Nava spațială americano-europeană Cassini-Huygens este lansată de la Cape Canaveral spre Saturn.
- 2001: A apărut, la București, primul număr al cotidianului "Realitatea românească".
- 2001: Prim-ministru japonez Junichiro Koizumi a cerut scuze Coreei de Sud pentru atrocitățile comise de japonezi în timpul ocupației din Coreea, 1910-1945.
- 2003: Prima misiune chineză în spațiu, Shenzhou 5; China a trimis o capsulă spațială având la bord un astronaut - Yang Liwei.
- 2011: Proteste globale izbucnesc în 951 de orașe din 82 de țări. Protestul a fost prima dată solicitat de platforma spaniolă ¡Democracia Real Ya! și aprobat de oameni din întreaga lume. Motivele au fost variate, dar mai ales a vizat inegalitatea economică în creștere, influențe corporative asupra guvernelor.

## Nașteri
- 70 î.Hr.: Virgiliu, poet roman (d. 19 î.Hr.)
- 1542: Jalaluddin Muhammad Akbar, mare mogul al Indiei (d. 1605)
- 1605: Marie de Bourbon, Ducesă de Montpensier, nobilă franceză, una dintre ultimii membrii ai Casei de Bourbon-Montpensier (d. 1627)
- 1608: Evangelista Torricelli, fizician italian (d. 1647)
- 1726: Françoise Duparc, pictoriță spaniolă (d. 1778)
- 1805: Haceatur Abovian, scriitor armean (d. 1848)
- 1814: Mihail Lermontov, scriitor rus (d. 1841)

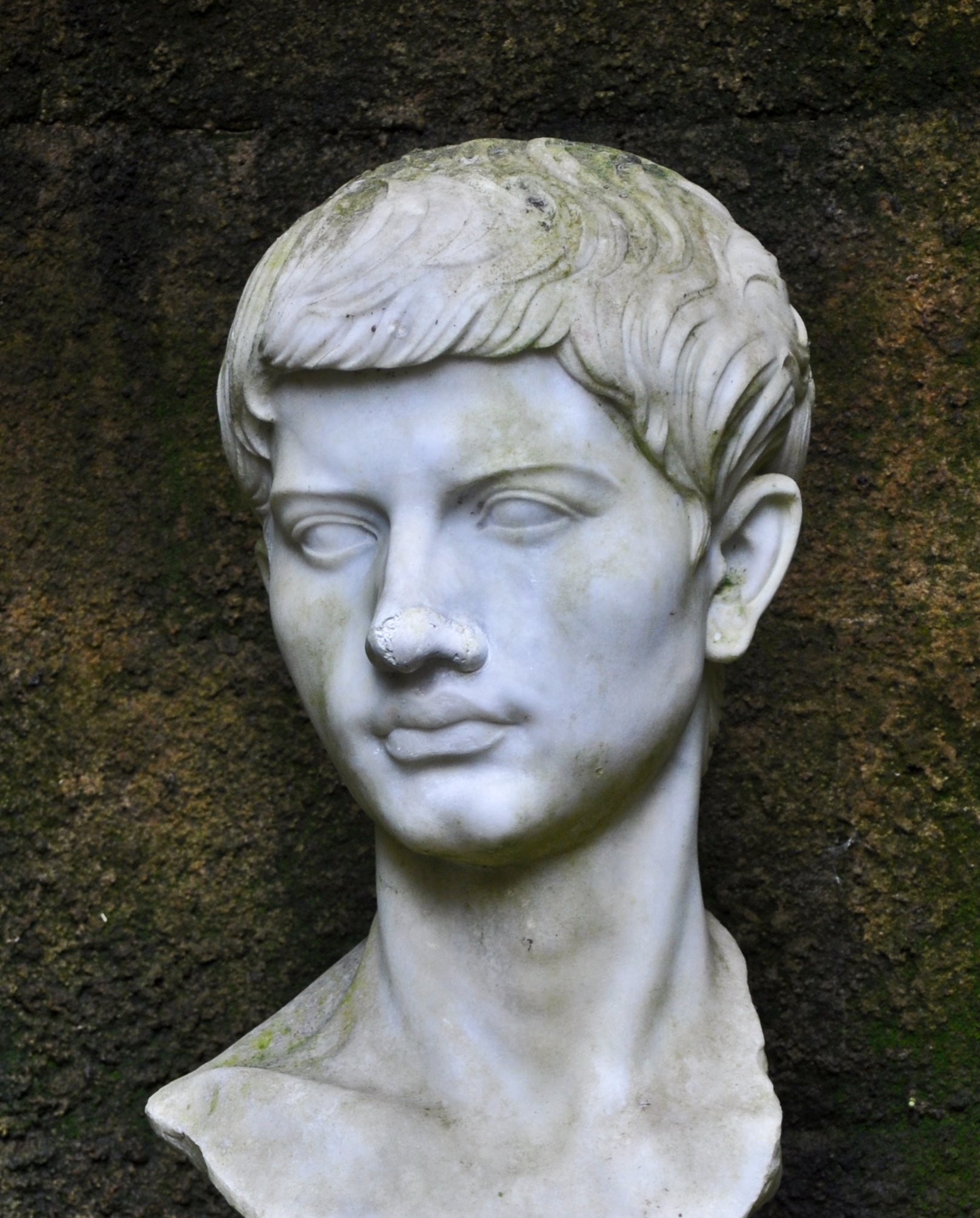
Virgiliu, poet roman
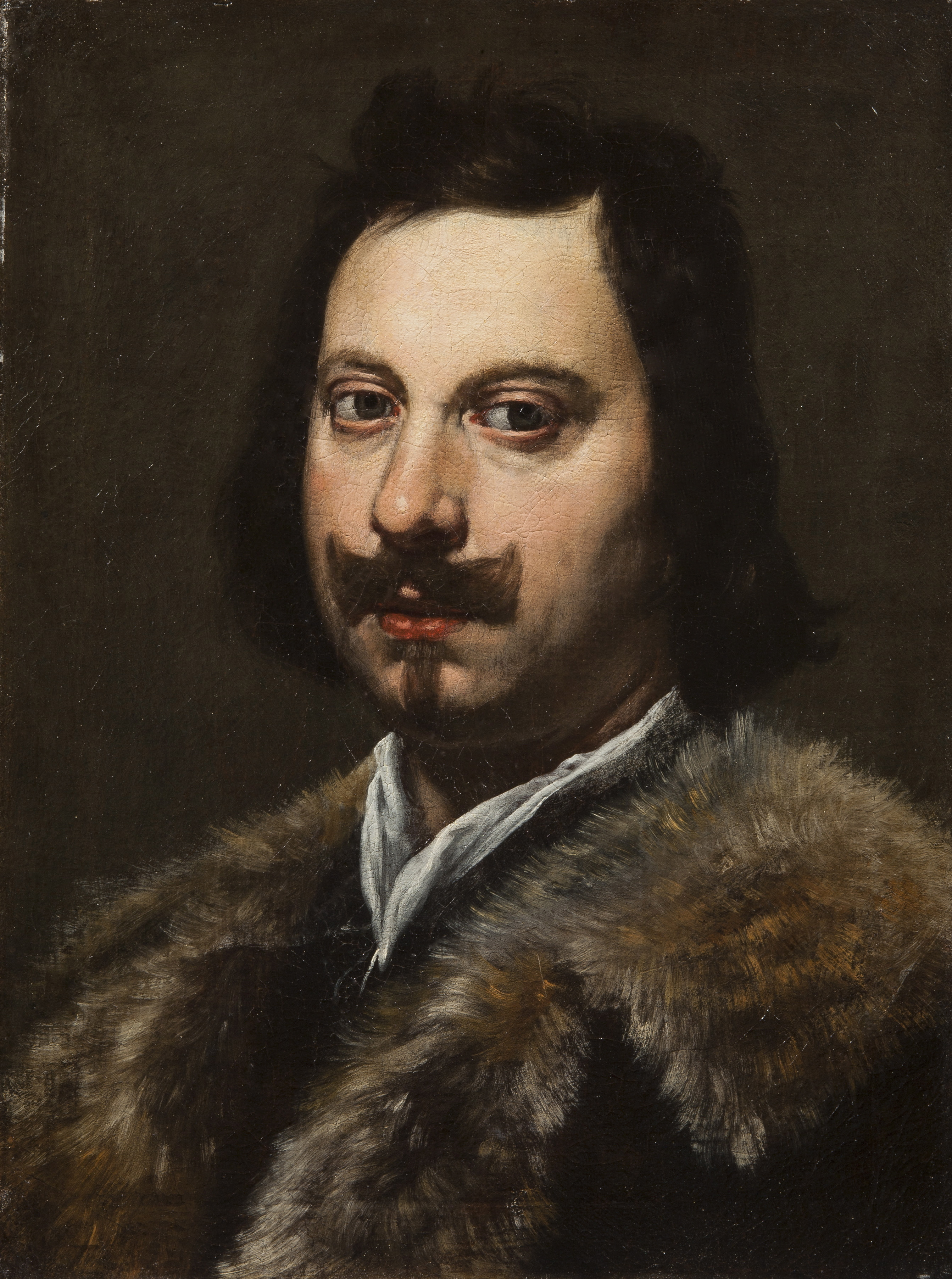
Evangelista Torricelli, fizician italian
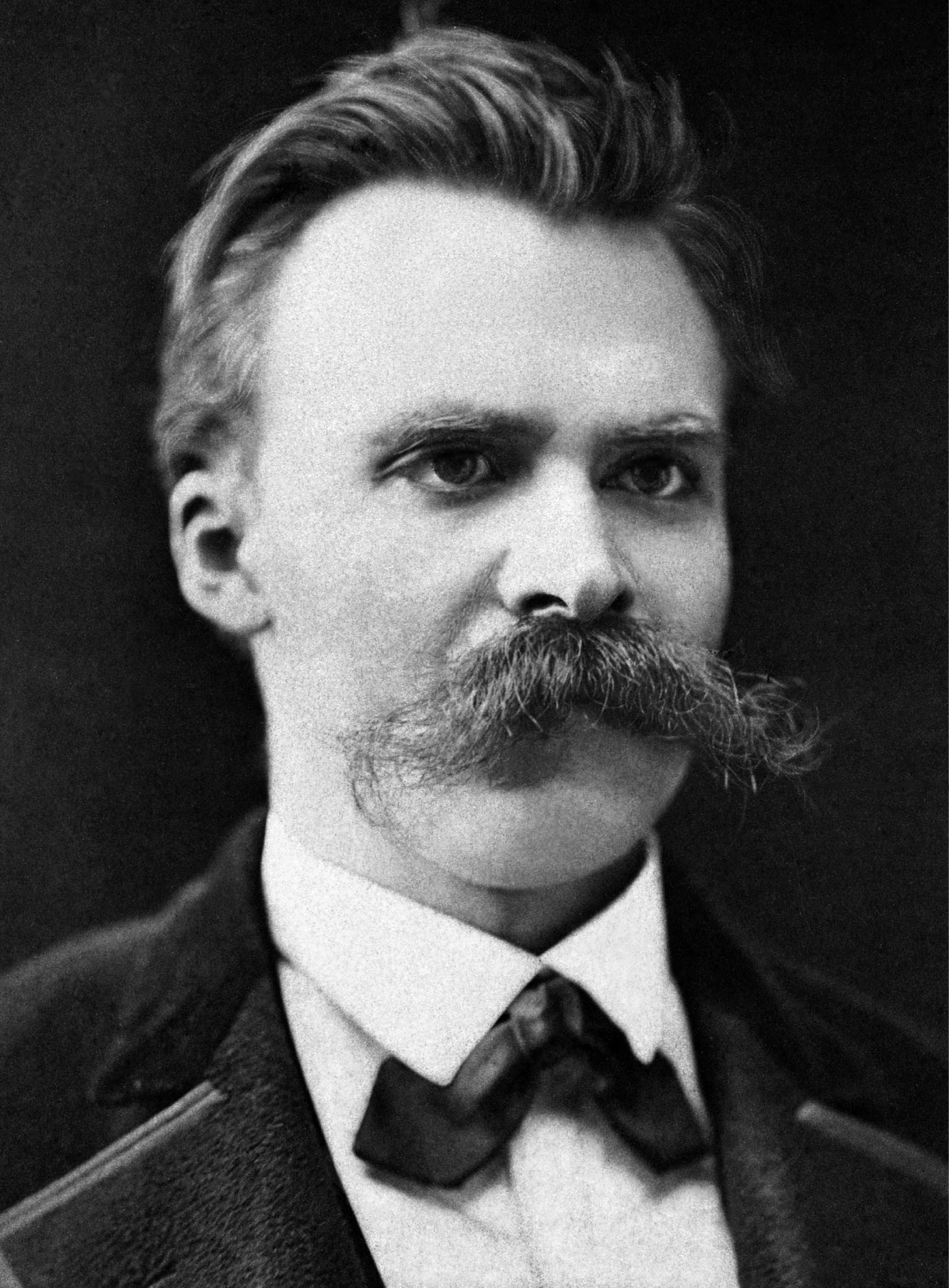
Friedrich Nietzsche, filosof german

- 1822: Kornél Ábrányi, memorialist, muzicolog și compozitor maghiar (d. 1903)
- 1825: Maria a Prusiei, soția regelui Maximilian al II-lea al Bavariei (d. 1889)
- 1829: Asaph Hall, astronom american (d. 1907)
- 1841: Leonida Pop, Feldzeugmeister imperial austriac (d. 1908)
- 1844: Friedrich Nietzsche, filosof german (d. 1900)
- 1863: Arhiducele Leopold Salvator, Prinț de Toscana, membru al Casei de Habsburg-Lorena (d. 1931)
- 1874: Alfred, Prinț de Saxa-Coburg și Gotha, fratele Reginei Maria a României (d. 1899)
- 1874: Constantin I. Parhon, om de știință român, medic endocrinolog și neuropsihiatru, fondatorul școlii românești de endocrinologie (d. 1969)
- 1881: P. G. Wodehouse, scriitor englez (d. 1975)
- 1893: Carol al II-lea, al treilea rege al României (1930-1940), (d. 1953)
- 1898: Nahum Gutman, pictor israelian (d. 1980)
- 1900: Mervyn LeRoy, regizor american (d. 1987)
- 1903: Gheorghe Focșa, etnolog român, unul din întemeietorii Muzeului Satului din București și directorul acestuia timp de 30 ani (d. 1995)
- 1995: John Kenneth Galbraith, economist american (d. 2006)
- 1915: Ițhak Șamir, premier israelian (d. 2012)
- 1919: Sándor Asztalos, scriitor, poet, muzicolog și critic muzical maghiar (d. 1970)
- 1920: Mario Puzo, regizor și scriitor american (d. 1999)
- 1921: Angelica Adelstein-Rozeanu, campioană română de tenis de masă (d. 2006)
- 1923: Italo Calvino, scriitor italian (d. 1985)
- 1923: Sandu Sticlaru, actor român (d. 2006)

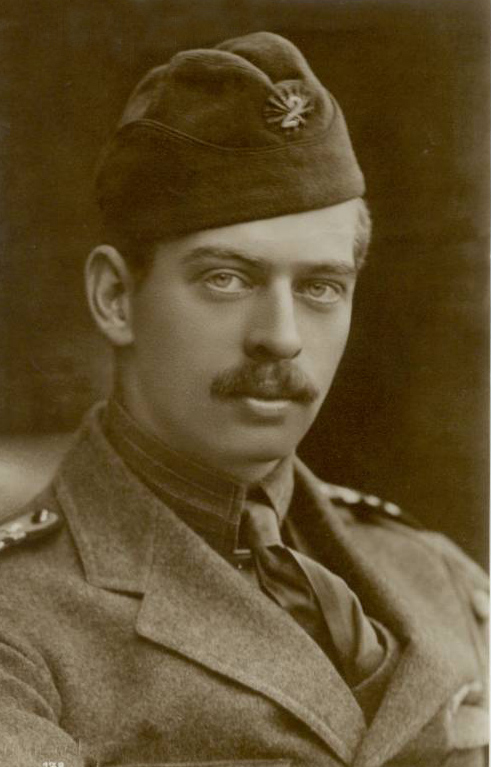
Carol al II-lea al României
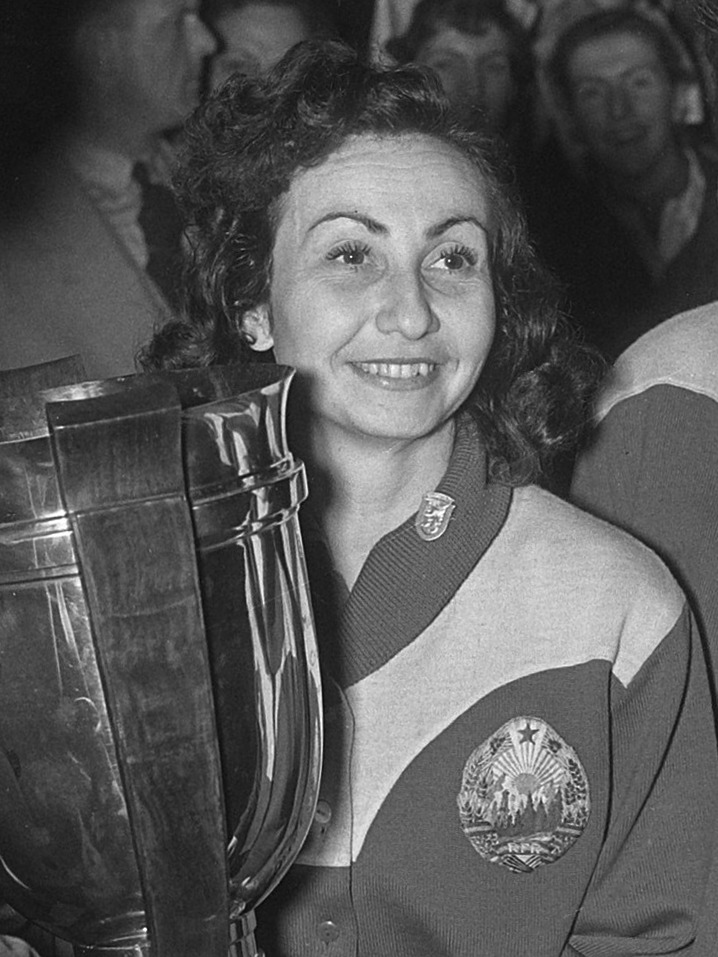
Angelica Adelstein-Rozeanu, campioană română de tenis de masă
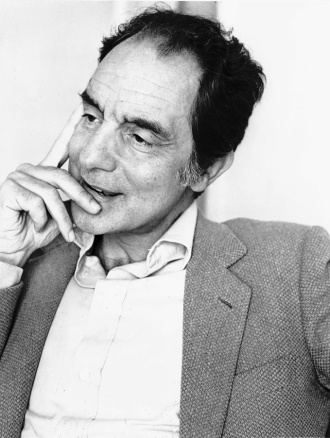
Italo Calvino, scriitor italian

- 1925: Magda Ádám, scriitoare maghiară (d. 2017)
- 1926: Michel Foucault, filosof și istoric francez (d. 1984)
- 1939: Viorica Flintașu, cântăreață română de muzică populară
- 1943: Gheorghe Ivan, politician român
- 1943: Penny Marshall, actriță, producătoare și regizoare americană (d. 2018)
- 1943: Mircea Petescu, jucător și antrenor român de fotbal (d. 2018)
- 1944: David Trimble, politician britanic (d. 2022)
- 1945: Patriarhul Neofit al Bulgariei (d. 2024)
- 1948: Raisa Vasilieva, cântăreață sovietică și rusă, una dintre cele mai cunoscute cântărețe din Uniunea Sovietică
- 1948: Chris de Burgh, cântăreț si compozitor britanic
- 1949: Boualem Sansal, scriitor franco-algerian
- 1950: Niculae Urs, actor român
- 1953: Tito Jackson, cântăreț și chitarist american (d. 2024)
- 1955: Tanya Roberts, actriță, model și producătoare americană (d. 2021)
- 1956: Maria da Assunção Esteves, politiciană portugheză
- 1958: Costică Canacheu, politician român
- 1958: Stephen Clarke, jurnalist și scriitor britanic
- 1960: Gelu Tofan, om de afaceri român (d. 2021)
- 1968: Didier Deschamps, jucător și antrenor francez de fotbal
- 1969: Vítor Baía, fotbalist portughez
- 1971: Andrew Cole, fotbalist englez
- 1971: Niko Kovač, fotbalist și antrenor croat de fotbal
- 1973: Feri Balin, scriitor român de literatură științifico-fantastică
- 1977: David Trezeguet, fotbalist francez
- 1981: Keyshia Cole, cântăreață americană
- 1982: Tamás Decsi, scrimer maghiar
- 1984: Dacian Varga, fotbalist român
- 1985: Li Guojie, scrimer chinez
- 1985: Walter López, fotbalist uruguayan
- 1987: Serge Akakpo, fotbalist togolez
- 1987: Daniela Stanciu, atletă română
- 1988: Patricia Vizitiu, handbalistă română
- 1989: Alina Czeczi, handbalistă română
- 1990: Serghei Cechir, halterofil moldovean
- 2005: Prințul Christian al Danemarcei, fiul Prințului Moștenitor Frederik al Danemarcei

## Decese
- 1173: Petronilla I a Aragonului, regină a Aragonului  (n. 1136)
- 1451: Bogdan al II-lea, domn al Moldovei
- 1833: Michał Kleofas Ogiński, compozitor polonez (n. 1765)
- 1865: Andrés Bello, poet venezuelean (n. 1781)

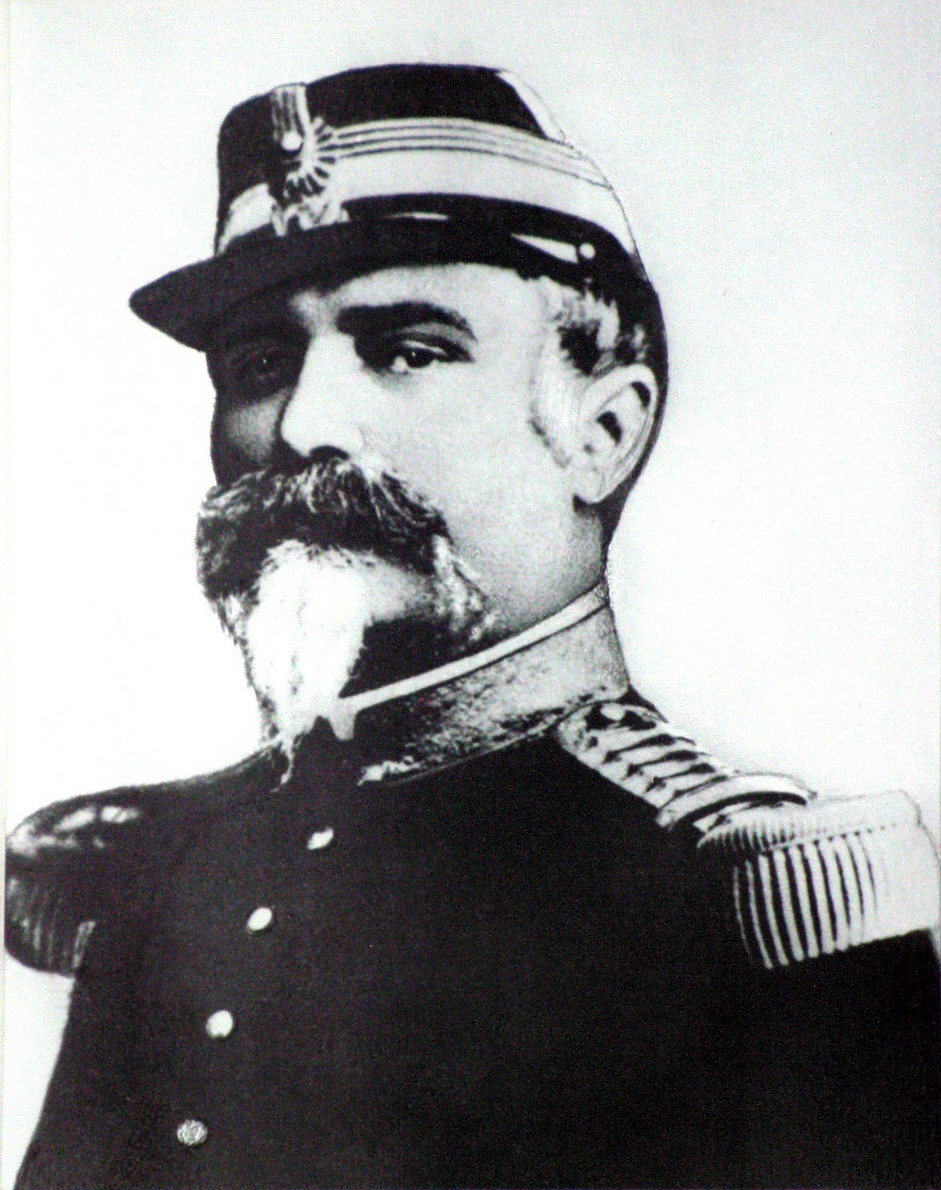
Gheorghe Adrian, politician și general român, membru de onoare al Academiei Române
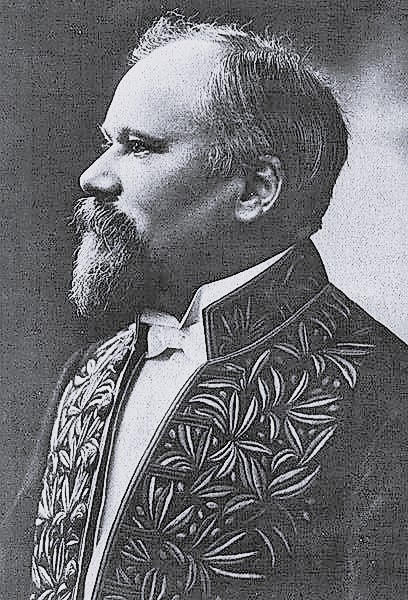
Raymond Poincaré, politician francez, președinte al Franței
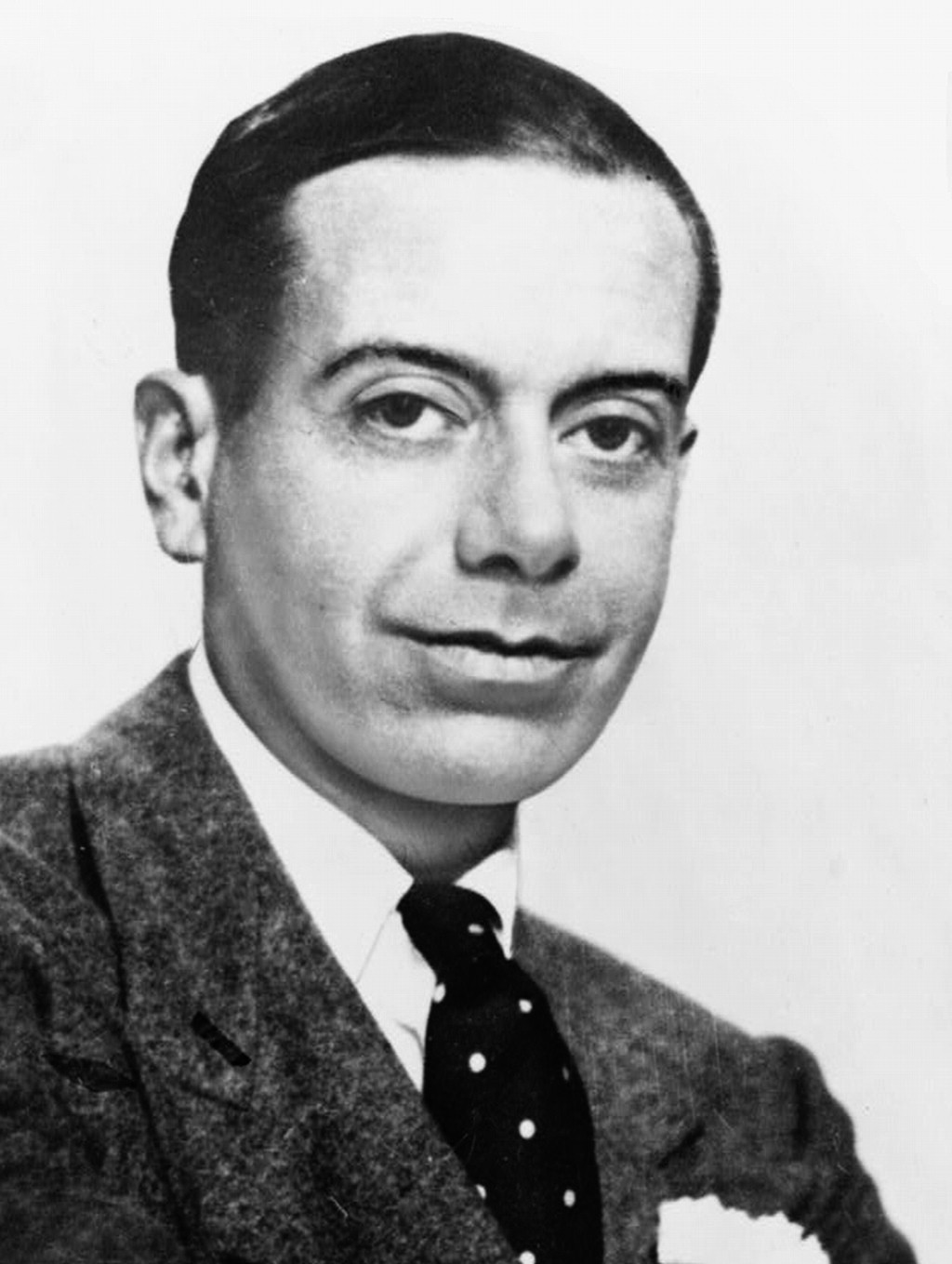
Cole Porter, compozitor american

- 1889: Gheorghe Adrian, politician și general român, membru al Academiei Române (n. 1821)
- 1904: Regele George de Saxonia (n. 1832)
- 1917: Mata Hari, dansatoare olandeză și spioană (n. 1876)
- 1934: Raymond Poincaré, politician francez, președinte al Franței (n. 1860)
- 1946: Hermann Göring, politician german (n. 1893)
- 1949: László Rajk, comunist secui, combatant în Războiul Civil Spaniol, ministru de externe al Ungariei (n. 1909)
- 1954: Maurice Bedel, scriitor francez, câștigător al Premiului Goncourt în 1927 (n. 1883)
- 1964: Cole Porter, compozitor american (n. 1891)
- 1987: Thomas Sankara, revoluționar marxist, teoretician pan-africanist și președintele Burkinei Faso (n. 1949)
- 1989: Paul Georgescu, critic literar, eseist, jurnalist, romancier și scriitor român (n. 1923)

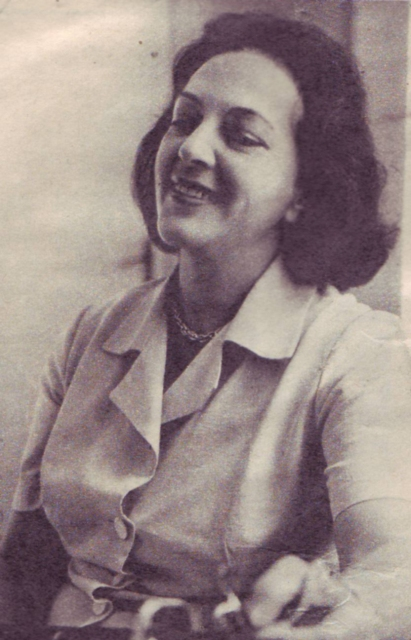
Irina Răchițeanu-Șirianu, actriță română
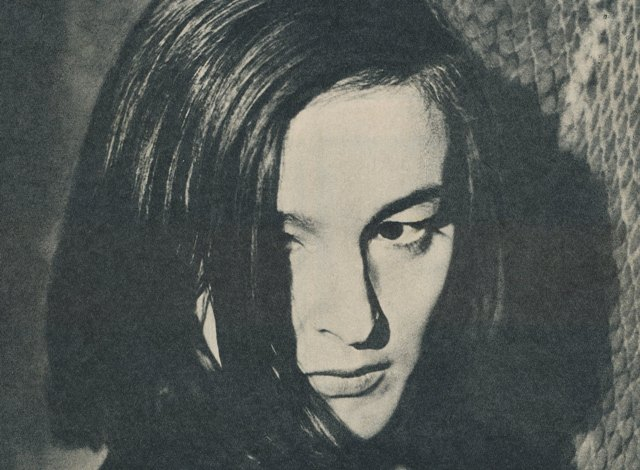
Leopoldina Bălănuță, actriță română
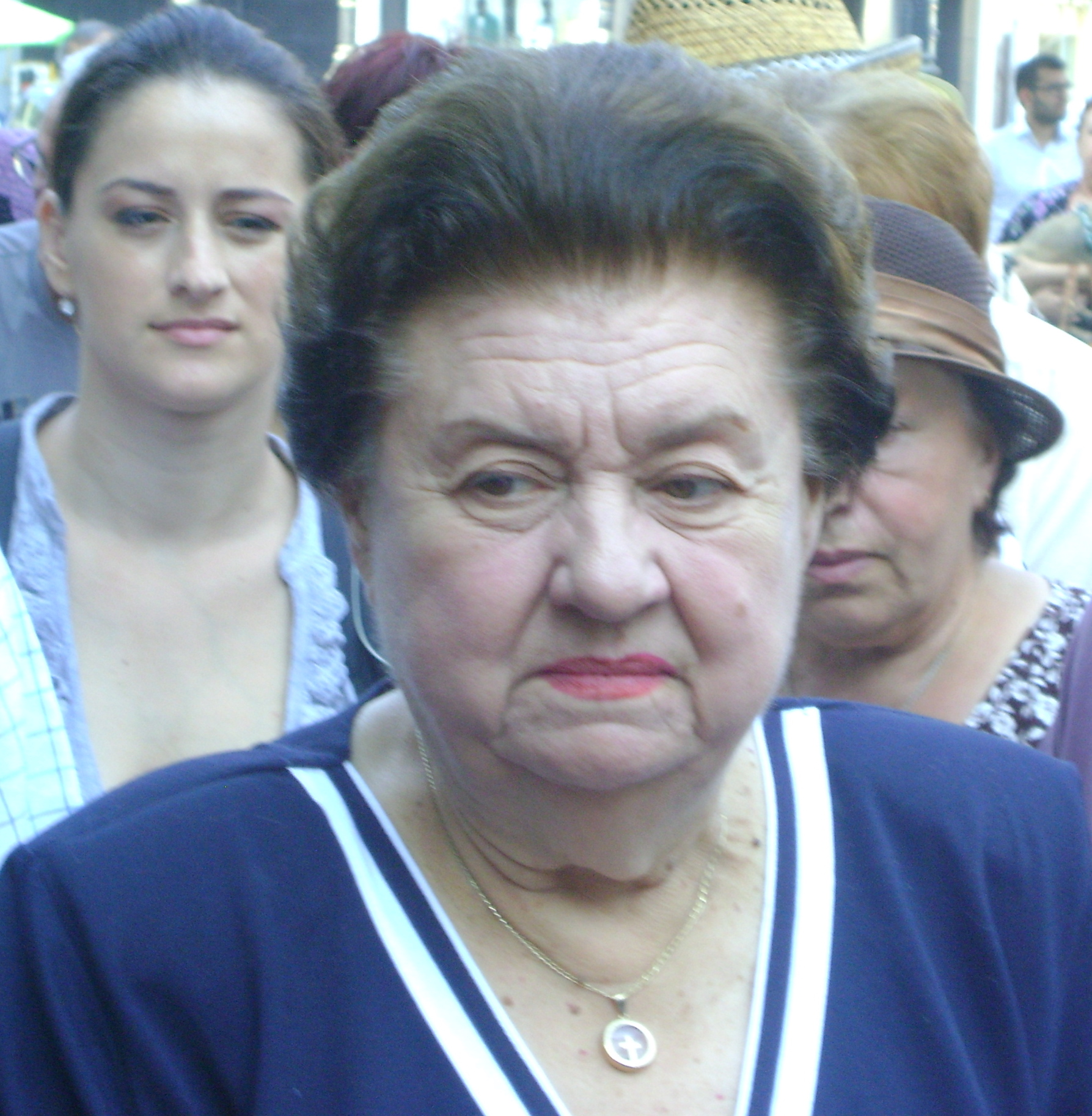
Tamara Buciuceanu-Botez, actriță română

- 1993: Irina Răchițeanu-Șirianu, actriță română de teatru și film (n. 1920)
- 1998: Leopoldina Bălănuță, actriță română de teatru și film (n. 1934)
- 2012: Norodom Sihanouk, fost rege al Cambodgiei (n. 1922)
- 2014: Marie Dubois, actriță franceză (n. 1937)
- 2018: Paul Allen, antreprenor american, co-fondator Microsoft (n. 1953)
- 2018: Arto Paasilinna, scriitor și jurnalist finlandez (n. 1942)
- 2019: Tamara Buciuceanu-Botez, actriță română de teatru și film (n. 1929)
- 2023: Carmen Petra-Basacopol, compozitoare română (n. 1926)

## Sărbători
- Sf. Lucian de Antiohia (calendar bizantin)
- Sf. Tereza de Ávila (calendar latin)
- Ziua Internațională a Bastonului Alb (ONU) (din 1969)
- Ziua Mondială a Femeilor din Mediul Rural (ONU) (din 2008)